# 水城さと子
水城 さと子（みずき さとこ、1986年11月27日 - ）は、神奈川県出身の元レースクイーン。フェイスネットワークに所属していたが、大学卒業と同時に就職に伴い、2009年3月に退所した。

## 人物
- 身長172cmの長身美人。
- 趣味：お菓子作り、買い物、ゴルフ
- 特技：クラリネット、リコーダー、弓道
- 学歴：神奈川県立川和高等学校からフェリス女学院大学に進学。
- 広告代理・出版社に就職。

## モデル
レースクイーン

### 2007年
- SUPER GT「初代ユンケルガールズ」
- スーパー耐久・フォーミュラニッポン「Arabian Oasis Racing Team レースクイーン」
- F1 JAPAN　レースクイーン
- Moto GP「HONDA KONICA MINOLTAレースクイーン」

☆☆☆　新人にも関わらず、初年度全カテゴリー制覇

### 2008年
- フォーミュラ・ニッポン TPchecker TEAM IMPUL「TPcheckerLady」
- SUPER GT CALSONIC TEAM IMPUL 「TPcheckerLady」
- F1 Red Bull Racing - Scuderia Toro Rosso「Formula UNA」